# Termessa nivosa
Espèce
Termessa nivosa est une espèce de lépidoptères (papillons) de la famille des Erebidae et de la sous-famille des Arctiinae.

## Répartition
Termessa nivosa est endémique d'Australie, où elle se rencontre en Nouvelle-Galles du Sud, en Australie-Méridionale, et au Victoria,.

## Morphologie
L'imago de Termessa nivosa est un papillon d'une envergure de 25 mm environ. Sa chenille se nourrit sur des lichens, des algues et des mousses.